# Дунавска бяла свиня
Дунавска бяла свиня е българска порода свине с предназначение производство на месо и като майчина порода в схеми на кръстосване.

## Разпространение
Породата е разпространена в промишлени стопанства намиращи се в областите Ловеч, Стара Загора, Силистра и Шумен. Породата е създадена, чрез сложно възпроизводително кръстосване, при което участие са взели представители на породите българска бяла, голяма бяла, ландрас, пиетрен и хемпшир. Призната е за порода през 1985 г.
Към 2008 г. броят на представителите на породата е бил 12 000 индивида.
Рисков статус – няма риск.

## Описание
Животните са със средно голяма глава и прави наклонени напред уши. Имат широк, прав и дълъг гръб. Краката са тънки със здрани кости. Кожата е бяла, понякога се срещат и черни петна, покрити с бяла четина.
Живородените прасета в прасило са 10 броя. Маса от 90 kg достигат на 175 дневна възраст. Средната дебелина на сланината при 100 kg маса е 2,44 cm, а средната площ на мускулното око е 34,8 cm².